# Corinna Harfouch
Corinna Harfouch, született Corinna Meffert (Suhl, 1954. október 16. –) német színésznő.

## Élete
1961 és 1973 között Großenhainben járt iskolába.

## Filmjei
- 1980: A rendőrség száma 110 (Polizeiruf 110); Vergeltung? epizód
- 1983: Verzeihung, sehen Sie Fußball?
- 1986: Das Haus am Fluß
- 1986: Der kleine Staatsanwalt
- 1986: Wengler & Söhne[11]
- 1987: Yasemin
- 1988: Fallada – Letztes Kapitel
- 1988: Die Schauspielerin
- 1988: Treffen in Travers
- 1989: Pestalozzis Berg
- 1991: Der Tangospieler
- 1991: Zwischen Pankow und Zehlendorf
- 1992: Die Spur des Bernsteinzimmers
- 1992: Thea und Nat
- 1992–1993: Unser Lehrer Doktor Specht (TV-sorozat , 15 epizód)
- 1993: Tetthely (Tatort): Verbranntes Spiel epizód
- 1994: Kommissar Beck: Der Tod läuft mit epizód
- 1994: A két Lotti (Charlie & Louise – Das doppelte Lottchen)
- 1995: Das Versprechen
- 1995: 5 Stunden Angst – Geiselnahme im Kindergarten
- 1996: Sexy Sadie
- 1996: Irren ist männlich
- 1996: Gefährliche Freundin
- 1996: Verdammt, er liebt mich (TV-film)
- 1997: A mennyország kapujában (Knockin' on Heaven's Door)
- 1998: Solo für Klarinette
- 1998: Das Mambospiel
- 1999: Bis zum Horizont und weiter
- 1999: Der große Bagarozy
- 2000: Fandango – Members Only
- 2000: Jetzt oder nie – Zeit ist Geld
- 2001: Vera Brühne (TV-film)
- 2001: Das Monstrum
- 2001: Tatort: Gewaltfieber
- 2002–2006: Eva Blond (TV-sorozat)
- 2002: Bibi Blocksberg és a varázsgömb (Bibi Blocksberg)
- 2002: Verrückt nach Paris
- 2002: Erkan & Stefan gegen die Mächte der Finsternis
- 2003: Die fremde Frau (TV-film)
- 2003: hamlet_X
- 2004: A bukás – Hitler utolsó napjai (Der Untergang)
- 2004: Bibi Blocksberg és a kék baglyok titka (Bibi Blocksberg und das Geheimnis der blauen Eulen)
- 2004: Basta – Rotwein oder Totsein
- 2005: Wut (TV-film)
- 2005: Rose
- 2005: Durch diese Nacht sehe ich keinen einzigen Stern
- 2006: A parfüm: Egy gyilkos története (Das Parfum – Die Geschichte eines Mörders)
- 2006: Silberhochzeit (TV-film)
- 2006: Elemi részecske (Elementarteilchen)
- 2006: Helen, Fred und Ted (TV-film)
- 2006: Tatort: Pauline episód
- 2007: An die Grenze (TV-film)
- 2007: Freigesprochen
- 2008: Frei nach Plan
- 2008: Teufelsbraten (TV-film)
- 2008: Berlin Calling
- 2008: Im Winter ein Jahr
- 2008: Meine Mutter, mein Bruder und ich!
- 2009: Ein Dorf sieht Mord (TV-film)
- 2009: Whisky mit Wodka
- 2009: This Is Love
- 2009: Giulias Verschwinden
- 2009: Tatort: Vermisst
- 2010: Tod einer Schülerin (TV-film)
- 2010: Tatort: Schön ist anders
- 2011: Hand in Hand (TV-film)
- 2011: Auf der Suche
- 2011: Kein Sex ist auch keine Lösung
- 2011: Die Unsichtbare
- 2011: Ihr Brief zur Hochzeit
- 2012: Was bleibt
- 2012: Tatort: Die Ballade von Cenk und Valerie epizód
- 2012: Schmidt und Schwarz (TV-film)
- 2012: Puppe
- 2012: 3 Zimmer/Küche/Bad
- 2013: Finsterworld
- 2014: Der Fall Bruckner (TV-film)
- 2015: Jack
- 2015: Blochin: Die Lebenden und die Toten épizód
- 2016: Emma nach Mitternacht – Frau Hölle (TV-sorozat)
- 2017: Viel zu nah
- 2017: Fák jú, Tanár úr! 3. (Fack ju Göhte 3)